# The Loved Ones
The Loved Ones es una película de terror australiana de 2009, escrita y dirigida por Sean Byrne. Fue protagonizada por Xavier Samuel y Robin McLeavy.

## Trama
Brent (Xavier Samuel) está conduciendo por la carretera en compañía de su padre, cuando sin previo aviso un joven ensangrentado se atraviesa en su camino. Al esquivar al hombre, el vehículo choca contra un árbol, lo que provoca la muerte de su padre. Seis meses después, Brent es invitado por una joven llamada Lola Stone (Robin McLeavy) al baile de fin de año escolar, pero él le dice que irá junto a su novia Holly (Victoria Thaine). Tras el accidente automovilístico, y con el sentimiento de culpa por la muerte de su padre, Brent ha comenzado a consumir drogas y a automutilarse con una hoja de afeitar que lleva en un collar.
Mientras escucha música al aire libre, Brent es atacado y secuestrado por un hombre (John Brumpton), quien lo lleva a su casa. Al despertar, Brent descubre que su secuestrador es el padre de Lola, quien lo llevó a su hogar a pedido de su hija. El lugar ha sido ambientado como un salón de baile, y el joven es amarrado en una silla obligado a participar de la escena. Allí descubre que, además de Lola y su padre, se encuentra una mujer mayor que ha sido lobotomizada. Lola toma una jeringa llena de lejía y la inyecta en el cuello de Brent, para impedir que hable o grite. La joven comienza a torturarlo, obligándolo a chupar uno de sus dedos y a orinar en un vaso. Cuando Lola se refiere de forma negativa a su novia Holly, Brent la patea y logra escapar de la casa. Sin embargo, es capturado nuevamente. Para evitar un nuevo escape, el padre de Lola clava sus pies al piso con unos cuchillos. Lola le muestra un libro en el cual registra los secuestros de otros niños los años anteriores, incluyendo el joven que se cruzó en su camino el día del accidente. Tras esto, Lola marca en su pecho un corazón con las letras "L S" dentro, con la ayuda de un tenedor. Al terminar, le echa sal encima.
Tras ser coronada "reina del baile", Lola le dice a Brent que ha buscado durante toda su vida a un príncipe, pero que no es él. Luego le confiesa a su padre que él es el príncipe que había estado buscando. Posteriormente, el padre de Lola abre una trampilla que está en el suelo, revelando un foso en el cual mantiene a los jóvenes secuestrados años atrás, quienes han sido lobotomizados. El proceso de lobotomía utilizado por el padre de Lola consiste en hacer un agujero en la frente de la víctima con un taladro eléctrico, hasta atravesar el cráneo, y posteriormente echar agua hirviendo en él. Cuando el hombre está haciendo el agujero en la frente de Brent, el joven lo ataca con la hoja de afeitar que tenía escondida, y lo apuñala con uno de los cuchillos que tenía clavado en los pies. Brent arroja al padre de Lola al foso, donde comienza a ser devorado por los lobotomizados. Tras esto, Lola empuja a Brent al foso, arrojándole objetos en un ataque de ira. El joven toma la linterna que Lola le arrojó, junto con un martillo, y mata a los lobotomizados antes que lo maten a él. Posteriormente, Lola mata a la mujer lobotomizada, que resulta ser su madre.
Al recordar el nombre de la joven que invitó a Brent al baile, Holly telefonea al policía del pueblo para que vaya a investigar. Cuando llega a la casa, el policía es asesinado por Lola, quien lo arroja dentro del foso. Tras esto, Lola recoge el collar de Brent y le informa que irá a su casa a matar a su madre y a su novia. Luego que la joven abandona la casa, Brent logra salir del foso utilizando los cadáveres como escalera, apilándolos unos sobre otros.
Holly, preocupada por su novio, conduce en aquel momento hacia la casa de Lola, pero se detiene luego que ella le arroja su libro al parabrisas. Lola comienza a perseguir a Holly con un cuchillo a través de la carretera. Brent, quien había escapado de la casa en el auto del policía, se dirige a gran velocidad por la carretera, donde esquiva a Holly y atropella a Lola. Holly sube al automóvil y reconoce a su novio. Ambos descubren que Lola, a pesar de haber sido arrollada, sigue con vida, y se arrastra hacia ellos con el cuchillo en mano. Brent maneja en reversa hacia la joven y la atropella, matándola. Después de esto Brent y su novia Holly se dirigen a la casa de la madre de Brent donde la madre los ve llegar por la ventana, sale y les da un abrazo a los dos jóvenes.

## Reparto
- Xavier Samuel ... Brent Mitchell
- Robin McLeavy ... Lola Stone
- John Brumpton ... Daddy
- Richard Wilson ... Jamie
- Victoria Thaine ... Holly
- Jessica McNamee ... Mia
- Andrew S. Gilbert ... Paul
- Suzi Dougherty ... Carla
- Victoria Eagger ... Judith
- Anne Scott-Pendlebury ... Bright Eyes
- Fred Whitlock ... Dan

## Recepción
The Loved Ones obtuvo una respuesta positiva por parte de la crítica cinematográfica. La película posee un 98% de comentarios "frescos" en el sitio web Rotten Tomatoes, basado en un total de 39 críticas. Dennis Harvey de la revista Variety sostuvo que la cinta "trasciende el mero torture porn -aunque hay bastante para los aprensivos a retorcerse- en su mezcla hábilmente controlada de empatía, lo grotesco y el humor sardónico".